# Metro de Sendai

Mapa

El Metro de Sendai (仙台市地下鉄, Sendai-shi Chikatetsu) és un sistema de transport públic a la ciutat de Sendai al Japó. És el desè sistema de metro del Japó. Té dues línies gestionades pel Bureau municipal des transports de Sendai (仙台市交通局, Sendai-shi Kōtsūkyoku) ) .

## Història
Les primeres idees sobre la creació d’un metro es remunten al 1965, però la construcció no va començar fins al 1983. L'entrada en servei de la línia Namboku es va produir el 1987 i es va inaugurar una ampliació el 1992. La línia Tōzai, la construcció de la qual va començar el 2004, es va inaugurar el 6 de desembre de 2015.
El metro es va tancar després de ser afectat pel terratrèmol i tsunami del Japó de 2011. Es va reobrir el 29 d'abril de 2011.

## Línies

### Línia Namboku
La línia Namboku (literalment "sud nord") va de Tomizawa a Izumi-Chūō travessant el centre de la ciutat. La longitud total de la línia és de 15 km, 12 dels quals són subterranis. Dona servei a 17 estacions, 14 de les quals són subterrànies.
La longitud de les andanes és de 130 m i l'ample de via és de 1.067 mm. Els trens tenen 4 cotxes. L’alimentació la subministren les catenàries a una tensió de 1.500 volts en corrent continu. La xarxa funciona de 5:45 a 23:45 i la freqüència dels trens és de 4 a 6 minuts. Totes les estacions són accessibles amb ascensor per a cadires de rodes i la senyalització també és en braille. Les estacions s’integren harmoniosament al seu entorn i compten amb pintures murals. Als dos vagons finals hi ha cadires per a embarassades, discapacitats o persones grans.
Cada cotxe s’inspecciona cada 3 dies i es revisa cada 3 mesos mitjançant un banc de proves automàtic. Cada tren es revisa cada 3 anys. Sendai Metro és la primera aplicació pràctica de la lògica difusa.

### Línia Tōzai
La línia Tōzai (literalment "est oest") va des del parc zoològic Yagiyama fins a Arai. Té 13,9 km i 13 estacions. L'ample de via és de 1.435 mm. La tracció dels trens és proporcionada per motors lineals .